# Antonio Martínez Martínez
|  | Per a altres significats, vegeu «Antonio Martínez Martínez (ministre)». |

Antonio Martínez Martínez (Totana, 17 d'octubre de 1963) va ser un ciclista espanyol, que fou professional entre 1986 i 1992. Els principals èxits foren dues victòries d'etapes.

## Palmarès
- 1987
  - 1r al GP San Froilán
  - Vencedor d'una etapa de la Volta a Burgos
- 1988
  - Vencedor d'una etapa de la Volta a Portugal